# 境村 (愛知県東春日井郡)
境村（さかいむら）は、愛知県東春日井郡にかつてあった村である。
現在の小牧市の北西部（入鹿出新田・河内屋新田・村中・横内など）に該当する。

## 歴史
- 1889年（明治22年）10月1日 - 村中村、村中原新田、河内屋新田、入鹿出新田、間々村、間々原新田が合併し、境村が発足。
- 1894年（明治27年）1月23日 - 境村の一部（旧・間々村、間々原新田）が分立し、真々村が発足。
- 1906年（明治39年）7月16日 - 小牧町、外山村、真々村、和多里村と合併し、小牧町発足。同日境村は廃止。